# Acide nonanoïque
L'acide nonanoïque ou acide pélargonique est un acide carboxylique. Il se trouve naturellement sous forme d'esters dans l'huile de pelargonium.
La production se fait principalement par le procédé oxo et par traitement de l'acide oléique avec de l'ozone, de l'acide nitrique ou du dichlore.

## Usages
Il est utilisé dans la synthèse de lubrifiants, de peroxydes, d'arômes notamment par réaction avec les alcools pour produire des esters et de catalyseurs pour résines. Notamment, les esters synthétiques de l'acide nonanoïque, comme le nonanoate de méthyle, sont utilisés comme arômes. 
Le dérivé 4-nonanoylmorpholine, amide de l'acide nonanoïque et de la morpholine, est un ingrédient de sprays lacrymogènes. 
Le sel d'ammonium de l'acide nonanoïque est un herbicide fréquemment utilisé comme matière active principale ou secondaire de formulations commerciales de désherbant (par exemple le RoundUp® nouvelle formule).  